# Benjamin Arthur Quarles
Benjamin Arthur Quarles (Boston, 23 de janeiro de 1904 – Baltimore, 16 de novembro de 1996) foi um historiador, administrador, educador e escritor americano, cujos estudos centraram-se na história social e política dos negros americanos. Os principais livros de Quarles incluem The Negro in the Civil War (1953), The Negro in the American Revolution (1961), Lincoln and the Negro (1962) e Black Abolitionists (1969). Ele demonstrou que os negros eram participantes ativos em grandes conflitos e questões da história americana. Seus livros eram relatos narrativos de períodos críticos de guerra que se concentravam em como os negros interagiam com seus aliados brancos e enfatizavam a atuação dos negros como agentes vitais de mudança, em vez de receber favores dos brancos.

## Biografia
Quarles nasceu em Boston, Massachusetts, em 1904. Seus pais eram Margaret (O'Brien), uma dona de casa, e Arthur Benedict Quarles, um porteiro do metrô. Quando menino, Benjamin frequentou escolas públicas locais.
Aos vinte anos, Quarles se matriculou na Shaw University, a primeira faculdade historicamente negra do Sul, em Raleigh, Carolina do Norte, e recebeu seu diploma de bacharel em 1931. Ele obteve seu mestrado na Universidade de Wisconsin-Madison em 1933 e Ph.D. de lá em 1940. Inicialmente enfrentou resistência por querer escrever a história negra, mas finalmente recebeu apoio para seu objetivo. Ele aprendeu seu estilo de escrita com o professor William B. Hesseltine.
Ele voltou para Shaw, trabalhando como instrutor de história (1935-1939). Em seguida, ele ensinou na Universidade Dillard (1939-1953) em Nova Orleans, Louisiana. Lá ele se tornou um professor titular e também atuou como reitor. Sua última nomeação foi como professor de história e presidente do departamento da Morgan State University, Baltimore, Maryland (1953-1974). Na Morgan, Quarles alcançou um status quase lendário como chefe de longa data do Departamento de História. Ele foi um reverenciado professor e conselheiro, um mentor intelectual e profissional para duas gerações de acadêmicos afro-americanos. Muitos de seus livros tornaram-se leitura obrigatória nos cursos de história afro-americana desenvolvidos nas universidades americanas durante a década de 1960. Esse movimento foi inspirado tanto pelo movimento dos direitos civis quanto pelo crescente interesse acadêmico pela história das minorias e das mulheres. Após a aposentadoria oficial de Quarles em 1969, ele recebeu o status de professor emérito e continuou lecionando por vários anos.
Quarles foi um membro ativo de muitas organizações políticas e históricas, como o Comitê Consultivo do Projeto sobre Membros do Congresso Negro, o comitê para supervisionar a fundação do Centro Amistad na Universidade de Tulane, o Comitê Consultivo Histórico do Departamento do Exército e o Conselho Americano de Sociedades Eruditas. Ele foi um dos poucos homens na profissão que apoiou abertamente a fundação da Associação de Historiadoras de Mulheres Negras.

## Autor
Um escritor prolífico, Benjamin Quarles publicou dez livros, 23 artigos e centenas de peças mais curtas de vários tipos. Em seus escritos, ele se concentrou em explorar em detalhes as contribuições feitas pelos soldados negros e abolicionistas da Guerra Revolucionária Americana (1775-1783) e da Guerra Civil Americana (1861-1865). Seus ensaios no Mississippi Valley Historical Review em 1945 e 1959 foram os primeiros de um historiador negro a serem publicados em um importante jornal histórico.
Seus livros incluem:
- Frederick Douglass (1948) (dissertação publicada)
- O Negro na Guerra Civil (1953)
- O Negro na Revolução Americana (1961)
- Lincoln e o Negro (1962)
- The Negro in the Making of America (3ª ed., "revisado, atualizado e expandido", 1987) [1964]
- Frederick Douglass, editado por Benjamin Quarles (1968) (Grandes Vidas Observadas)
- Abolicionistas Negros (1969)
- Negros em John Brown (1972)
- Aliados para a Liberdade: Negros e John Brown (1974)
- Black Mosaic: Essays in Afro-American History and Historiography (1988)

## Morte e homenagens
Quarles recebeu muitas homenagens ao longo da vida, entre elas, podemos destacar:
- 1988: É publicada a coletânea Black Mosaic: Essays in Afro-American History and Historiography . Recebeu o Prêmio de Distinção Acadêmica de Historiador Sênior da American Historical Association .
- 1988: A Morgan State University dedicou a Sala de Estudos Afro-Americanos Benjamin A. Quarles na biblioteca da universidade, como um repositório para seus livros, manuscritos e recordações.
- 1996: Recebe o Prêmio de Realização da Vida do Museu Nacional de História Americana da Smithsonian Institution
- 2013: Quarles foi introduzido no Great Blacks no Museu de Cera, Inc. em Baltimore.
- Dr. Benjamin Quarles Place, uma pequena rua residencial no centro a oeste de Martin Luther King Jr. Blvd. em Baltimore ganha esse nome em homenagem a Quarles.